# كوبا أمريكا تحت 17 سنة 2013
كوبا أمريكا تحت 17 سنة 2013 (بالإسبانية: Campeonato Sudamericano de Fútbol Sub-17 de 2013)‏ هو الموسم 15 من كوبا أمريكا تحت 17 سنة. أقيم خلال الفترة 2 أبريل 2013 وحتى 26 أبريل 2013، وأشرف على تنظيمه كونميبول، وكان عدد الأندية المشاركة فيه 10، وفاز فيه منتخب الأرجنتين تحت 17 سنة لكرة القدم.